# Jérémy Perbet
Jérémy Perbet (* 12. Dezember 1984 in Le Puy-en-Velay) ist ein französischer Fußballspieler auf der Position eines Stürmers.

## Karriere

### Karrierebeginn in der Heimatstadt
Seine aktive Karriere als Fußballspieler begann Perbet bereits im Kindesalter bei seinem Heimatverein USF Le Puy, dem er bis 2003 angehörte und bis zu dieser Zeit auch bereits in der Herrenmannschaft des Vereins zum Einsatz kam. Nachdem er über einen gewissen Zeitraum für die unterklassig spielende Mannschaft zum Einsatz gekommen war, wechselte Perbet in der Sommerpause vor der Spielzeit 2003/04 in die zweithöchste französische Liga, die Ligue 2, wo er bei Clermont Foot seinen ersten Profivertrag unterzeichnete. Dabei dauerte es schließlich nicht lange, bis der engagierte Mittelstürmer sein Profidebüt für den Verein gab. Schon in der ersten Runde kam er am 2. August 2003 beim 0:0-Heimremis gegen den FC Rouen zu seinem ersten Profieinsatz, als er ab der 80. Spielminute den damals 27-jährigen Stéphane Samson in der Offensive ersetzte. Sein erster Profitreffer ließ ebenfalls nicht lange auf sich warten, denn schon am 27. September 2003 erzielte er den spielentscheidenden Treffer beim 1:0-Heimsieg über den FC Gueugnon. Nachdem er anfangs vorwiegend als Ersatzspieler zu seinen Einsätzen gekommen war, wurde er schließlich am Mitte März 2004 regelmäßig in der Startelf der Auvergner eingesetzt, spielte aber in seinen insgesamt 26 Ligaeinsätzen in dieser Saison nur ein einziges Mal über die volle Spieldauer durch. Insgesamt gelangen ihm dabei vier Treffer für sein Team.

### Ersatzspieler bei Clermont Foot
Nachdem er mit der Mannschaft in der dicht gestaffelten Endtabelle der Vorsaison nur auf dem 14. Platz und mit vier Punkten Vorsprung auf den nächsten Absteiger rangierte, verschlechterte sich die Saisonplatzierung von Clermont Foot in der Spielzeit 2004/05 wesentlich. Dabei schrammte das Team auf dem 18. Platz rangierend gerade noch am Abstieg in die Drittklassigkeit vorbei, obwohl man in der Coupe de la Ligue 2004/05 und der Coupe de France 2004/05 gut abschnitt und im Verlauf der Turniere recht weit kam. Doch auch für Perbet selbst verlief diese Spielzeit nicht sonderlich gut. Obwohl er in 33 Meisterschaftspartien eingesetzt wurde und dabei fünf Mal zu Gunsten seines Teams traf, kam er nur selten über Einsätze als Wechselspieler hinaus.
In der Saison 2005/06 absolvierte er nur mehr zwei Ligapartien für Clermont und wechselte daraufhin noch in derselben Saison zur AS Moulins in die drittklassige französische National (D3), wo er rasch zur Stammkraft avancierte. Dabei wurde Perbet in 33 Meisterschaftsspielen eingesetzt und kam dabei gleich 23 Mal zum Torerfolg, was in etwa der Hälfte an Ligatoren entsprach, die das Team in der gesamten Saison 2005/06 erzielt hat. Am Saisonende durfte er sich zusammen mit Jawad El Hajri von der US Boulogne als Torschützenkönig der Championnat de France National 2005/06 bezeichnen. Trotz der herausragenden Leistung des Mittelstürmers musste die Mannschaft am Saisonende auf dem 19. und damit vorletzten Platz rangierend den Weg in die französische Viertklassigkeit antreten.

### Von Moulins nach Straßburg
Doch noch bevor es dazu kam, wechselte Perbet im Juni 2006, pünktlich vor Beginn der Saison 2006/07 vom zentralfranzösischen Moulins nach Straßburg, wo er ablösefrei in den Kader des zu diesem Zeitpunkt in der zweiten Liga spielenden Racing Straßburg aufgenommen wurde. Bei den Elsässern unterzeichnete er einen Vertrag mit einer Laufzeit von drei Jahren. Nach seiner torreichen Zeit in Frankreichs Drittklassigkeit wollte Perbets neuerlicher Durchbruch in der Ligue 2 auch in der Spielzeit 2006/07 nicht wirklich gelingen. So kam er in den Monaten August und September in lediglich sieben Meisterschaftsspielen zum Einsatz, in denen er nur ein einziges Mal über die volle Spieldauer am Platz stand. Außerdem gelang ihm bei seinem dritten Einsatz sein erstes und auch einziges Ligator für die Straßburger. Daneben war der Mittelstürmer auch noch in fünf Ligapartien des B-Teams des Vereins in der CFA, der vierthöchsten französischen Fußballliga, im Einsatz und kam dabei zwei Mal zum Torerfolg. Noch vor seinem Pflichtspieldebüt erzielte Perbet bei einem 2:0-Erfolg im Freundschaftsspiel gegen den FC Bayern München ein Tor.

### Als Leihe bei Charleroi und Angers
Nach nur wenigen Einsätzen bei den Elsässern wechselte Perbet zur Jahreswende 2006/07 nach Belgien, wo er bei Sporting Charleroi einen Leihvertrag bis Saisonende unterschrieb. Bei den Belgiern bot der gelernte Stürmer guten Offensivfußball, was bis zum Saisonende mit sechs Treffern aus 13 absolvierten Ligaspielen belohnt wurde. Doch auch in Belgien konnte sich Perbet nicht wirklich als Stammkraft durchsetzen und konnte so nur drei Meisterschaftsspiele über die volle Distanz durchspielen und wurde in den restlichen Partien entweder ein- oder ausgewechselt. Mit Charleroi kam er bis zum Saisonende sogar bis auf den fünften Platz in der höchsten belgischen Fußballspielklasse. Nachdem Perbet nach absolvierter Leihzeit wieder zu seinem Stammverein zurückkehrte, der zwischenzeitlich als Tabellendritter in Frankreichs zweiter Liga in die Ligue 1 aufgestiegen ist, wurde er bald darauf ein weiteres Mal verliehen.
Diesmal ging es für den Mittelstürmer innerhalb seines Heimatlandes zum SCO Angers, einem Fußballklub aus dem Westen Frankreichs. Nachdem der Verein bereits großes Interesse am jungen Stürmertalent zeigte, wurde Perbet schließlich Mitte Juli 2007 mit einem Leihvertrag mit Kaufoption ausgestattet. Wie auch schon bei seinen vorhergegangenen Stationen konnte sich der mittlerweile 22-Jährige auch nicht beim SCO Angers durchsetzten und agierte meist nur als Ersatzspieler. Nach elf Meisterschaftsspielen, in denen er torlos blieb, verließ er den Verein mit Saisonende wieder, ohne dass der SCO Angers die Kaufoption zog. Neben den Einsätzen für das Profiteam war Perbet auch noch in zwei Spielen der in der Viertklassigkeit spielenden B-Mannschaft im Einsatz, in denen er zwei Tore erzielte. Noch vor seinem Abgang zum Saisonende wurde der Stürmer im Januar 2008 mit dem österreichischen Bundesligisten SK Rapid Wien in Verbindung gebracht. Ein Wechsel scheiterte allerdings aufgrund einer Verletzung des Franzosen, die er sich kurz davor zugezogen hatte. Dies war auch einer der Gründe, warum er im offiziellen Ligageschehen seines Teams nur sporadisch teilnehmen konnte.

### Erneuter Wechsel nach Belgien
Nachdem Ende Juni 2008 einige belgische Klubs, darunter unter anderem auch der FC Brüssel, ihr Interesse an dem jungen Stürmer kundtaten, wechselte dieser mit sofortiger Wirkung auf Leihbasis zum AFC Tubize in Belgiens erste Liga. Obwohl der Wechsel zum FC Brüssel schon beinahe getätigt wurde und Perbet sogar schon Treffen mit dem FC-Brüssel-Präsidenten Johan Vermeersch hatte, der mit ihm über die Vertragsbedingungen sprach, unterzeichnete Perbet einen auf eine Saison bedingten Leihvertrag beim Klub aus Tubize. Im Ligageschehen kam der Stürmer mit der Rückennummer 12 bis zur Jahreswende in allen 17 bisher ausgetragenen Meisterschaftsspielen zum Einsatz und kam dabei gleich zehn Mal zum Torerfolg. Nachdem Perbet wieder Anfragen aus dem Ausland erhielt – unter anderem wollte ihn der ukrainische Erstligist Metalist Charkiw unter Vertrag nehmen – absolvierte er weitere 14 Ligaspiele für Tubize, in denen er drei Treffer für sein Team beisteuerte.
Trotz seiner doch merkbaren Torgefährlichkeit konnte auch Perbet den Abstieg seiner Mannschaft in die Zweitklassigkeit am Saisonende nicht vermeiden. Noch vor dem Abstieg seines Teams und dem Auslaufen des Leihvertrages zog Tubize die Kaufoption des Mittelstürmers und verpflichtete ihn für eine weitere Saison bis 2010. Bereits in der Sommerpause vor der Spielzeit 2009/10 wurde Perbet von weiteren nationalen wie auch internationalen Vereinen umworben. Darunter zählen unter anderem der KSV Roeselare aus Belgien oder der FC Bnei Sachnin aus Israel. Auch in der EXQI-League agierte Perbet sehr torgefährlich und kam dabei in 16 Spielen elf Mal zum Torerfolg.

### Verwirrung über Wechsel und Engagement bei Lokeren
Nachdem der torgefährliche Mittelstürmer schon seit Längerem in Kontakt mit der VV St. Truiden stand und ein Transfer zum Klub aus Flandern bereits Ende Dezember 2009 bestätigt wurde, sollte der Wechsel zum finanziell angeschlagenen Klub Anfang Januar 2010 nahezu problemlos über die Bühne gehen. Doch kurz vor der Vertragsunterzeichnung war es laut Medienberichten doch nicht mehr sicher, ob Perbet wirklich nach Sint-Truiden wechseln wird. Nur wenige Tage darauf unterzeichnete der 25-Jährige einen Vertrag mit einer Laufzeit von zweieinhalb Jahren beim SC Lokeren in Belgiens Erstklassigkeit. Über die Ablösesumme wurde Stillschweigen vereinbart, die Ablöse wird aber auf rund 350.000 Euro geschätzt. Bei Lokeren kam Perbet im Laufe der Saison noch zu sechs Einsätzen in der Liga, sowie zu weiteren vier Einsätzen in den zu Saisonende ausgetragenen Play-offs. Dabei gelang ihm auch sein erstes Pflichtspieltor für Lokeren. In der aktuell laufenden Spielzeit 2010/11 kam Perbet bisher (Stand: 30. September 2010) erst in einem Meisterschaftsspiel zu einem Kurzeinsatz. Anfang August 2010 bestätigte der RAEC Mons an Perbet und seinem Teamkollegen Rafael Santiago Maria interessiert zu sein. In weiterer Folge wurde der Brasilianer vom RAEC Mons aufgenommen, Perbet hielt seinem Verein jedoch die Treue. Bald darauf warfen ihn Knieprobleme, die ihn beinahe schon die gesamte Karriere begleiten, zurück, weshalb er für mehrere Wochen pausieren musste.

### In Spanien
In der Winterpause der Spielzeit 2012/13 wechselte Perbet in die Segunda División und unterschrieb beim FC Villarreal, der zum Ende der vorangegangenen Spielzeit den Gang in besagte Liga antreten musste. Mit dem Klub schaffte Perbet den Aufstieg in die Primera División und belegte mit Villarreal den sechsten Tabellenplatz, welcher gleichbedeutend mit der Qualifikation für die Play-offs zur Europa League ist.

### Wechsel in die Türkei
Zur Saison 2014/15 wechselte Perbet in die türkische süper Lig zum Aufsteiger Istanbul Başakşehir.

### Rückkehr nach Belgien
Bereits nach einer Saison verließ er die Türkei und wurde für eine Saison an den belgischen Erstligisten Sporting Charleroi ausgeliehen. Hier wurde er mit 24 Treffern Torschützenkönig und wurde in der folgenden Saison von KAA Gent verpflichtet. Nur ein Jahr später nahm der FC Brügge Perbet unter Vertrag, verlieh ihn aber sofort wieder an den KV Kortrijk weiter. Seit dem Sommer 2018 stand er nun im erneuten Dienst von Sporting Charleroi.
Kurz vor Ende des Transfersfensters wurde eine Ausleihe für den Rest der Saison 2019/20 zu Oud-Heverlee Löwen vereinbart. Anschließend wurde er vom Verein dann fest verpflichtet. Doch schon im Sommer 2021 wechselte Perbet weiter zum Drittligisten RFC Lüttich, wo ihm in den folgenden beiden Spielzeiten 55 Ligatore (bei 73 Einsätzen) gelangen. Nach einem Jahr bei KVC Winkel Sport folgten drei Monate in Braine. Im November 2024 fand sich kein Club mehr für den Franzosen.

## Erfolge
mit AS Moulins
- 1× Torschützenkönig der National (D3): 2005/06 (23 Tore; zusammen mit Jawad El Hajri)
- 2× Torschützenkönig der Division 1A: 2011/12 (22 Tore), 2015/16 (24 Tore)

mit Racing Straßburg
- 1× Aufstieg in die Ligue 1: 2006/07